# Paullinia tetragona
Espèce
Synonymes
Selon Tropicos (9 juin 2024)
- Paullinia trisulca Radlk.

Selon GBIF (9 juin 2024)
- Paullinia polyphylla Aubl.
- Paullinia polyphylla Aubl. ex Steud.
- Paullinia trisulca Radlk.

Paullinia tetragona est une espèce de liane d'Amérique du sud, appartenant à la famille des Sapindaceae.

## Description
Paullinia tetragona est une liane grimpante. 
Les tiges sont pentagonales, glabres, produisant une sève laiteuse.
La section transversale est avec un seul cylindre vasculaire, la médulla étant généralement creuse à la dessiccation.
Les stipules sont oblongues-falcées, concaves, serrant la tige, long de 2-4 cm, plus ou moins persistantes.
Feuilles pennées 7(11)-foliolées, la paire inférieure de pinnules pennées 5-foliolées, la paire suivante de folioles trifoliolées ; péliole non ailé, 8-12 cm de long ; rachides marginés, beaucoup plus courts que le pétiole.
Les folioles sont chartacées, adaxialement glabres, abaxialement pubérulentes, barbulées aux angles des nervures, oblongues ou elliptiques, mesurant 4,5-16 x 2,2-4,5 cm, la base atténuée sur les folioles distales, obtuse sur les latérales, l'apex acuminé à cuspidé, les marges distalement dentées sur la moitié supérieure du limbe.
Les nervures tertiaires sont réticulées. 
Les inflorescences sont des thyrses racémiformes, axillaires ou fasciculés sur des branches sans feuilles, pubérulents, bractées et bracteoles lancéolées, 1,5-2,5 mm de long.
Les cincinni sont stipités, peu fleuri.
Le calice est pubérulent, sépales 5, concaves, sépales externes ovales, ca. 2 mm de long, sépales internes oblongs, obtus au sommet, 3,5-5 mm de long.
Les pétales sont oblancéolés à spatulés, ca. 3 mm de long, arrondis au sommet, adaxialement peu papillonnés.
Les appendices sont en forme de capuchon, ca. 1/2 de la longueur des pétales, avec une crête jaune charnue et des bords peu pubescents.
Le disque est pileux, en 2 grands lobes ovoïdes
Les filets sont appressés-pubescents près de la base. 
La capsule est ailée, rouge, pubérulente ou glabre, subwoody, à 1 graine, à contour clavé, longuement spongieuse, apiculée à l'apex, la locule ellipsoïde, long d'environ 1 cm, le stipe long d'environ 5 mm, les ailes dorsales, large d'environ 2 mm, entourant le coccus et dépassant légèrement son apex et se rétrécissant sur le stipe, endocarpe laineux, 5 mm de long, ailes dorsales, environ 2 mm de large, entourant le coccus et dépassant légèrement son apex et se rétrécissant sur le stipe, endocarpe laineux.
La graine est ellipsoïde, pileuse, brun foncé, avec un sarcotesta blanc sur le 1/4 inférieur. 

En 1952, Lemée propose la description suivante de Paullinia tetragona :

« P. tetragona Aubl. Glabre à rameaux 4-5-côtelés ; stipules grandes scarieuses, feuilles pétiolées, à rachis ailé ou subnu, imparipennées, , 3 paires de folioles elliptiques ou elliptiques-lancéolées acummees dentées au-dessus du milieu, pétiolulées ou subsessiles chartacées glabres en dessus ; thyrses axillaires en groupes peu nombreux, assez longs, pubérulents puis glabrescents, fleurs assez petites pubérulentes ; capsule de 18 mm stipitée, opovale apiculée glabre en dehors, poilue en dedans 3-ailée, graine poilue à arille assez court. - Cayenne. »

— Albert Lemée, 1952.

## Répartition
Paullinia tetragona est connu au Venezuela, à Trinidad, et en Guyane.

## Écologie
L'écologie de Paullinia tetragona est largement méconnue.

## Protologue
En 1775, le botaniste Aublet a décrit Paullinia tetragona sous le nom de Iroucana tetragona, et en a proposé le protologue suivant : 

« 3. PAULLINIA (tetragona) foliis pinnatis, foliolis integerrimis, fructu trigono ſubalato.
Funis quadrifidus. TALI BUBUR. Rumph. Amb. t. 5. p. 4. cap. 5. t. 2. p. 4.
Cette eſpèce ſe nomme auſſi LIANE QUARREE à Caïenne. On en fait tremper les ſarments dans l'eau, & après la macération ils ſe ſéparent en quatre portions, avec leſquelles on fait des corbeilles, des paniers & de grands chapeaux qui garantiſſent de la pluie les Nègres qui ſont au travail. Il y a encore d'autres arbriſſeaux grimpants qui ſervent au même uſage. »

— Fusée-Aublet, 1775.